# Isoctenus malabaris
Isoctenus malabaris är en spindelart som beskrevs av Polotow, Brescovit och Ott 2007. Isoctenus malabaris ingår i släktet Isoctenus och familjen Ctenidae. Inga underarter finns listade i Catalogue of Life.